# Johann Jakob Wagner (Priester)
Johann Jakob Wagner (öfters Johann Jacob Wagner; * 13. Juli 1867 in Dommershausen; † 10. Mai 1959 in Vallendar) war ein römisch-katholischer Priester und Heimatkundler.

## Leben
Johann Jakob Wagner wurde am 13. Juli 1867 als Sohn des Dorfschullehrers Johannes Wagner und der Rosina Rickus in Dommershausen im Landkreis Sankt Goar geboren. Er besuchte das Gymnasium in Sobernheim an der Nahe, das Friedrich-Wilhelms-Gymnasium in Trier und seit 1887 das römisch-katholische Priesterseminar in Trier. Nach seiner Priesterweihe am 14. März 1891 war er Kaplan in Nalbach und anschließend in der Pfarrei Sankt Gangolf in Trier. 1895 erhielt er eine Pfarrstelle in Offenbach am Glan, danach von 1899 bis 1907 in Münster bei Bingerbrück und schließlich von 1907 bis 1932 in der damals noch selbstständigen Stadt Ehrenbreitstein. Seit 1924 war er zudem Dechant des Dekanats Ehrenbreitstein. Nach seiner Pensionierung wohnte er noch bis 1935 in Ehrenbreitstein und zog dann nach Lehmen, wo er bis 1940 Hausgeistlicher im Kloster der Karmelitinnen war. Anschließend verzog er zu Verwandten nach Vallendar, feierte dort 1951 sein diamantenes Priesterjubiläum, versah, solange es ihm möglich war, noch den täglichen Gottesdienst in der Marienburg der Borromäerinnen und verstarb als Senior des Trierer Klerus am 10. Mai 1959.
Neben seiner Tätigkeit als Seelsorger fand Wagner stets Zeit für seine literarischen Arbeiten. Eine von ihm verfasste Bibliographie seiner Aufsätze und Arbeiten umfasst annähernd 200 Nummern. Von 1931 bis zum Verbot durch die Gestapo im Jahr 1936 war er zudem Herausgeber des Sankt Heribertsblättlein, einer Monatsschrift für die katholische Bevölkerung des Ehrenbreitsteiner Dekanats in einer Auflage von 3–4.000 Exemplaren. Wagner hinterließ als Manuskripte eine umfangreiche Geschichte der Pfarrei und der Stadt Ehrenbreitstein sowie eine Beschreibung sämtlicher Häuser Ehrenbreitsteins in den letzten Jahrhunderten.

## Werke (Auswahl)
- Urkundliche Geschichte der Ortschaften, Klöster und Burgen des Kreises Kreuznach bis zum Jahre 1300. Kreuznach 1909 (387 S.).
- Katholischer Kirchenkalender für die Pfarrei Ehrenbreitstein für die Jahre 1916 bis 1919 und 1927 bis 1932 (1915–1931). Ehrenbreitstein.
- Joseph von Hommer, Bischof von Trier, 1824–1836. Trier 1917 (196 S.).
- Coblenz-Ehrenbreitstein. Biographische Nachrichten über einige ältere Coblenzer und Ehrenbreitsteiner Familien. Koblenz 1925 (218 S.).
- Das ehemalige Kloster der Augustiner-Eremiten in Ehrenbreitstein und seine Beziehungen zu Martin Luther, Erfurt und Wittenberg. Koblenz 1931 (218 S.).
- 100 Jahre St. Joseph-Krankenhaus Ehrenbreitstein 1850–1950. Ehrenbreitstein 1950 (56 S.).
- Archivalisches über die Reliquien der Kirche in Münstermaifeld. In: Pastor bonus. Zeitschrift für kirchliche Wissenschaft und Praxis. Band 23 (1910/11). Trier, S. 604–609.
- Der Heilige Rock von Trier auf Ehrenbreitstein. In: Pastor bonus. Zeitschrift für kirchliche Wissenschaft und Praxis. Band 44 (1933). Trier, S. 219–226.
- Das Judentum im Kurfürstentum Trier. In: Mittelrheinische Geschichtsblätter (Monats-Beilage zur Coblenzer Volkszeitung). Band 4, 5 und 6. Koblenz 1924.

Seine Veröffentlichungen über Beethovens Vorfahren:
- Neues über Beethovens Großeltern mütterlicher Seite. In: Der Wächter. Zeitschrift für alle Zweige der Kultur. Band 2. Wien 1919, S. 238–239.
- Beethoven und seine Beziehungen zu Ehrenbreitstein. In: Mittelrheinische Geschichtsblätter (Monats-Beilage zur Coblenzer Volkszeitung). Band 7, Nr. 3. Koblenz 1927.
- Beethovens Mutter, zu des Meisters 150. Geburtstag [1920]. In: Beethovens Beziehungen zu Koblenz und Ehrenbreitstein. Koblenz 1970, S. 19–23.